# ASTリサーチ
ASTリサーチは1980年にカリフォルニア州に設立されたパソコンのメーカーである。

## 概要
1980年にアルバート・ウォン、サフィー・クレセイ、トーマス・ヤンらによってカリフォルニア州のアーヴィンに設立された。（会社名のASTは創立者3人の名前の頭文字から来ている。）
ASTの最初の事業はマイクロコンピューターの拡張カードの広い範囲での製造とマーケティングであったが、後にIBMのパソコンに内蔵されているIBM製のスタンダードI/Oカードを高密度なものに取り換えることに焦点を合わせるようになった。
他のパソコンのメーカーたちがマザーボード上の周辺制御装置の統合を改良したため、ASTの最初の事業は枯渇、自社のデスクトップやモバイル、サーバー市場を開発した。
1991年に米経済誌Fortuneが選ぶ米国企業売上高上位500社に選ばれている。
パソコンが商業化に向う流れを受け入れないことで事業は下降線をたどるようになった。ASTはOEMの特化したパソコンの代わりに、製造したパソコンの中の構成部分だけを開発して使うことを主張した。
ASTリサーチは1996年8月11日にサムスングループに買収され、1999年1月にASTコンピュータLLCと名付けられた新しい会社に名前と知的財産権が移った。
1995年から1998年までイギリスのサッカークラブであるアストン・ヴィラのスポンサーだった。

## ASTコンピュータLLC
ASTコンピュータLLCは、ベニー・アラジェム(パッカードベルエレクトロニクスの創設者)がASTリサーチの名前と知的所有権を買った1999年に設立された民間企業。
ASTコンピュータは2001年に市場から姿を消した。